# Splenektomie

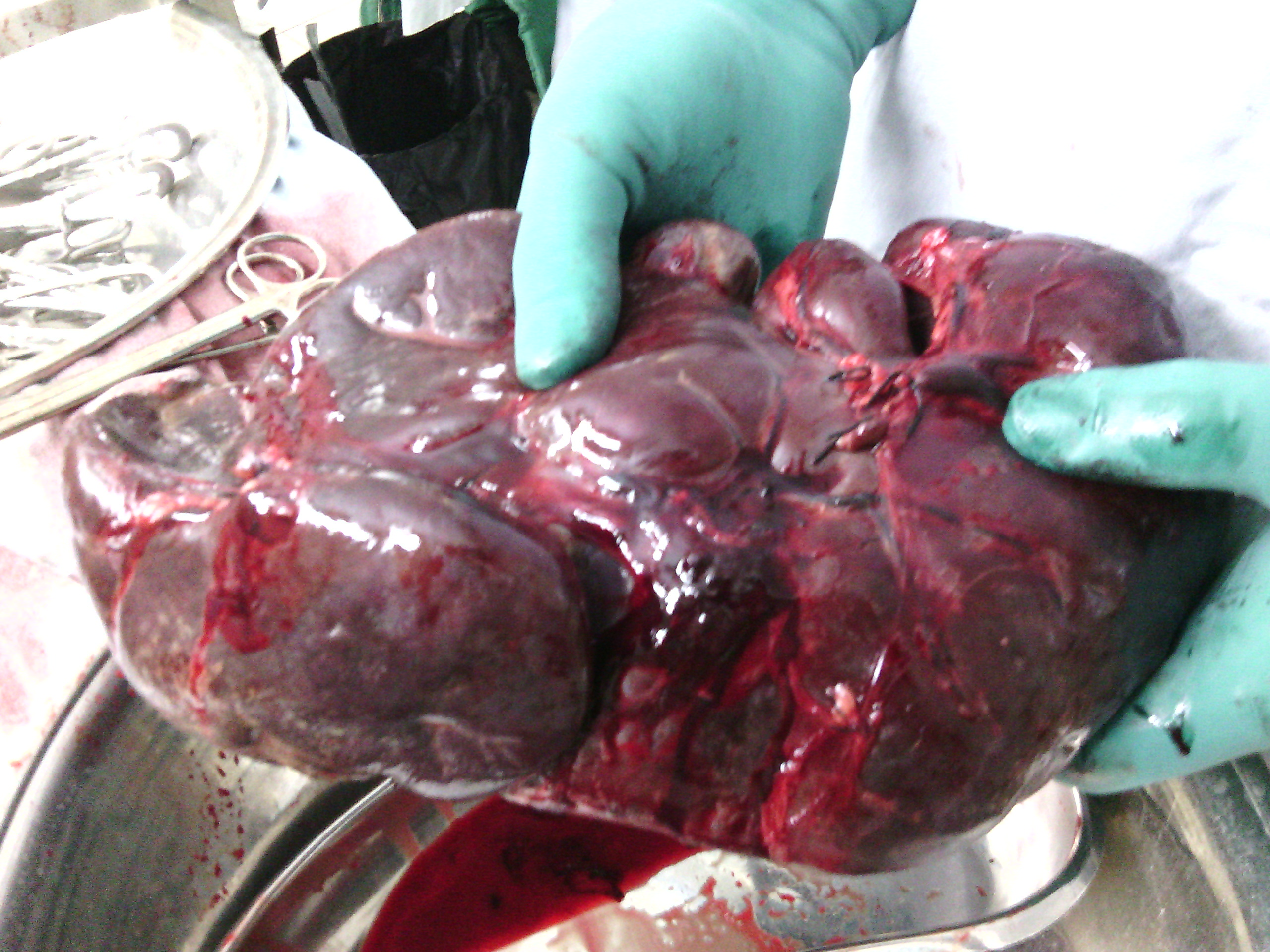
Operativ entfernte, auf das 15fache der Norm vergrößerte Milz eines Kindes mit Thalassämie

Der medizinische Fachbegriff Splenektomie (auch Milzexstirpation)  bezeichnet die operative Entfernung der Milz, wodurch es zu einer Asplenie kommt. Der häufigste Grund für die Durchführung dieses Eingriffs ist die Verletzung der Milz, beispielsweise durch ein stumpfes Bauchtrauma. Andere Gründe für die Entfernung der Milz sind innere Erkrankungen, die entweder eine bedrohliche Funktionsstörung der Milz beinhalten oder eine starke Vergrößerung der Milz (Splenomegalie) mit dem Risiko eines Risses ohne Unfall („spontane Ruptur“) zur Folge haben.

## Indikation

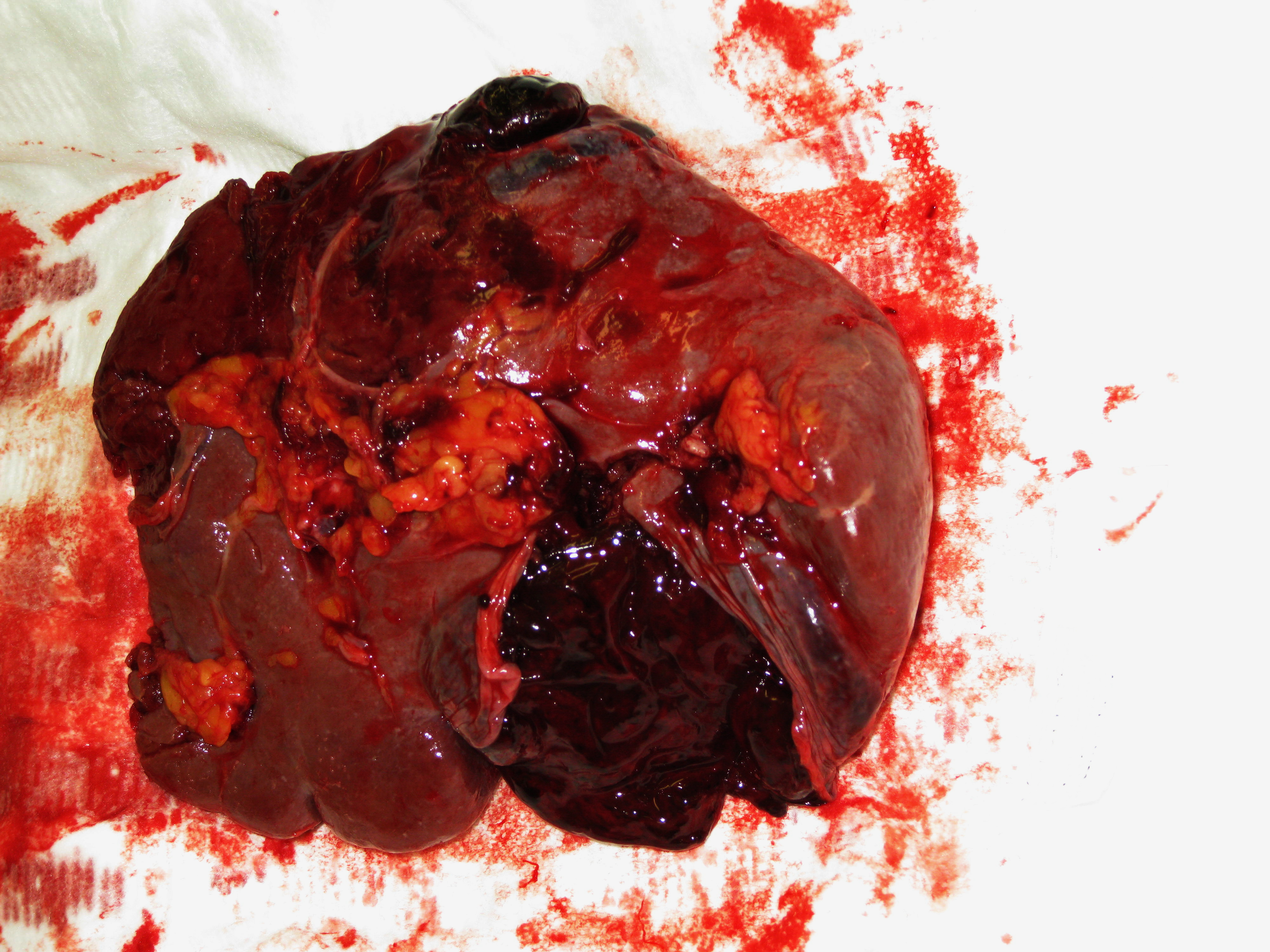
Splenektomie: Operationspräparat bei zweizeitiger (metachroner) traumatischer Milzruptur

Die Splenektomie ist als Notfalleingriff häufig erforderlich bei höhergradigen Verletzungen der Milz, wenn ein organerhaltendes Operationsverfahren nicht möglich oder aufgrund der äußeren Umstände nicht sinnvoll erscheint. Auch eine Spontanruptur der Milz aufgrund der unten genannten Zustände kann eine notfallmäßige Splenektomie erforderlich machen.
Eine Indikation zur elektiven (also nicht notfallmäßigen) Splenektomie kann sich bei folgenden Krankheitsbildern ergeben:
- Hereditäre Sphärozytose
- Hereditäre Elliptozytose
- Autoimmune hämolytische Anämie
- Thalassämien mit Transfusionsbedarf
- Sichelzellenanämien mit Transfusionsbedarf
- Morbus Werlhof (bei Fehlschlagen konservativer Maßnahmen)
- Thrombotisch-thrombozytopenische Purpura („Moschcowitz-Syndrom“)
- Myelofibrose – bei Milzinfarkt, Blutungen, hohem Transfusionsbedarf, symptomatischer Splenomegalie[1]

## Durchführung

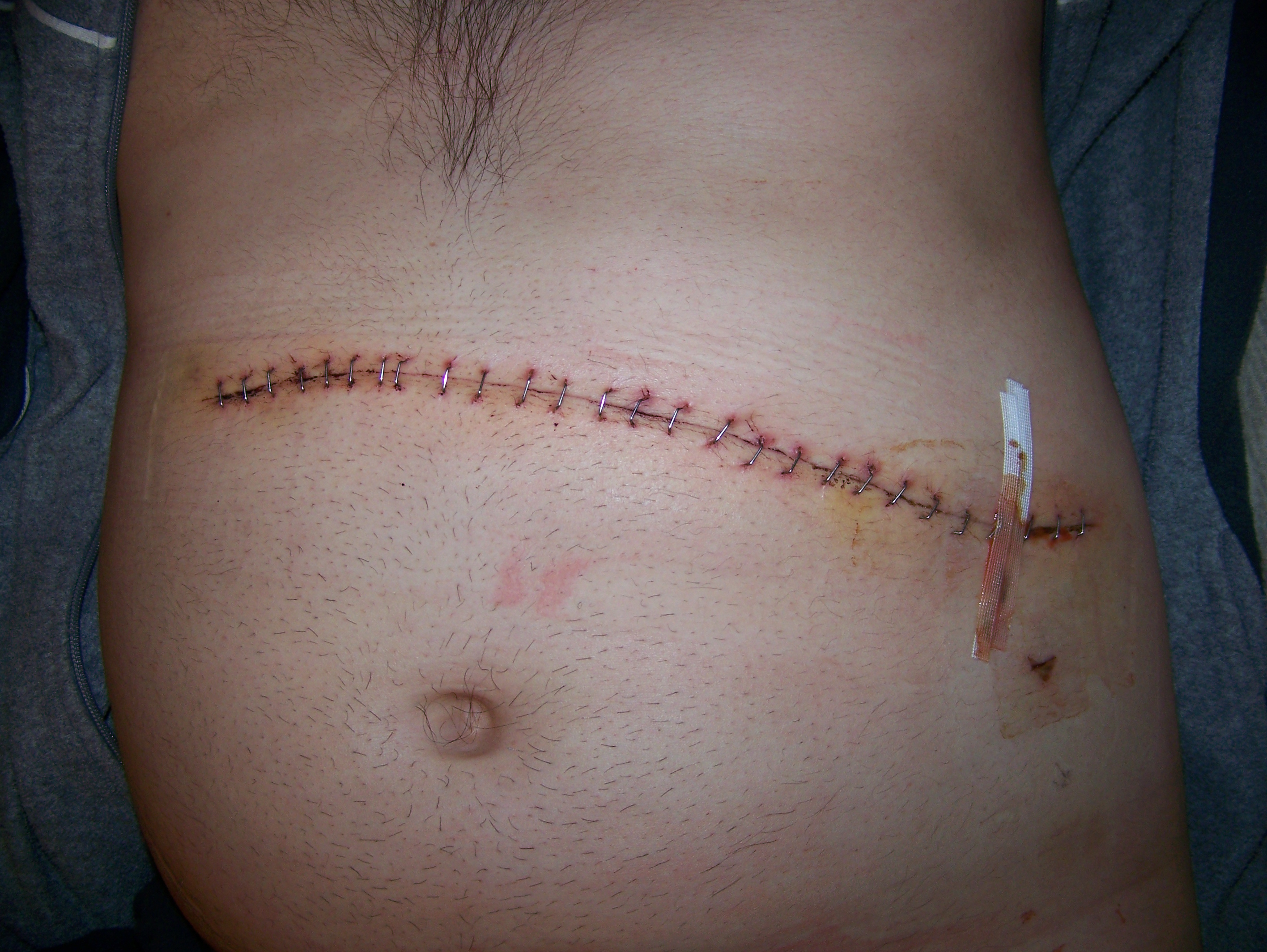
Narbe nach Splenektomie

In unübersichtlichen Notfallsituationen erfolgt der Zugang zur Bauchhöhle über einen großzügigen, medianen Längsschnitt, alternativ über einen Querschnitt oberhalb des Nabels. Nach einwandfreier Identifikation der Milz als Blutungsquelle kann der Längsschnitt quer nach links erweitert werden, der Querschnitt nach oben. Die Blutungsquelle wird so rasch wie möglich identifiziert, die Blutung möglichst durch lokale Kompression gestillt. Die genauere Inspektion der Milz bestimmt das weitere Vorgehen: Bei guter Zugänglichkeit werden zunächst alle Möglichkeiten genutzt, die Blutung ohne Entfernung der Milz zum Stillstand zu bringen. Gelingt dies nicht, wird der Milzhilus, also der Übergang der Blutgefäße aus dem Bezirk des Pankreasschwanzes zur Milz, manuell unterfahren und zwischen Klemmen abgesetzt.
Die planmäßige Splenektomie wird üblicherweise über einen linksseitigen Rippenbogen-Randschnitt durchgeführt. Ohne störende Blutungen lässt sich nun der Milzhilus in der Regel exakt darstellen, die einzelnen Blutgefäße werden erst unterbunden und dann durchtrennt. Daneben wird die Splenektomie auch in minimalinvasiver Technik laparoskopisch vorgenommen.

## Komplikationen
Die häufigsten Komplikationen nach Splenektomie betreffen das respiratorische System: Nicht selten findet man Pneumonien, Atelektasen und Pleuraergüsse. Pankreasfisteln aufgrund unzureichend erkannter Läsionen des Pankreasschwanzes treten in etwa 1 % der Fälle auf. Thromboembolische Komplikationen treten nach Splenektomie ebenfalls vermehrt auf. Grund ist der fehlende Abbau der Blutplättchen und eine dadurch bedingte Thrombozytose.

## Langzeitfolgen
Obwohl die Milz kein primär lebensnotwendiges Organ ist, können aus ihrer Entfernung gewichtige Langzeitfolgen resultieren.

### Infektionen
Nach einer Splenektomie besteht lebenslang ein erhöhtes Risiko für hämatogene bakterielle und Pilzinfektionen. Insbesondere hämatogene Infektionen mit eingekapselten Bakterien, in erster Linie Pneumokokken, Haemophilus influenzae und Meningokokken, können in wenigen Stunden zu einem lebensgefährlichen septischen Postsplenektomie-Syndrom führen, das bei 1–5 % der Patienten nach einer Splenektomie auftritt. Jedes Fieber und auch jede schwere fieberfreie Erkrankung kann Zeichen einer beginnenden lebensbedrohlichen Infektion sein. Es sollte dann umgehend eine empirische Antibiotikum-Therapie begonnen werden, etwa mit intravenös oder intramuskulär appliziertem Ceftriaxon mit oder ohne Vancomycin. Alternativ kann dem Patienten nach der Splenektomie prophylaktisch ein Antibiotikum zur oralen Einnahme verordnet werden, das er im Falle einer Fieberepisode oder schweren Erkrankung direkt einnimmt, etwa Amoxicillin 2 g oder Levofloxacin 750 mg. Die Patienten müssen entsprechend geschult werden.
Außerdem wird bei Kindern unter fünf Jahren eine dauerhafte antibiotische Prophylaxe empfohlen, bei älteren Kindern und Erwachsenen in den ersten zwei Jahren nach Splenektomie, z. B. mit einem oralen Penicillin zweimal täglich.
Außerdem sind Schutzimpfungen gegen Streptococcus pneumoniae, Haemophilus influenzae und Meningokokken sowie eine jährliche Grippeimpfung empfohlen. Bei einer elektiven Splenektomie sollten die Impfungen bereits vor dem geplanten Eingriff beginnen.

### Thrombosen
Durch die fehlende Filterfunktion der Milz kann es zu einem erheblichen Anstieg der Zahl der Blutplättchen kommen (Thrombozytose). Dadurch können Blutgerinnsel entstehen, die insbesondere die Portalvene verstopfen können. Durchschnittlich 2–5 % der Patienten ohne Milz erleiden eine solche lebensgefährliche Thrombose. Dabei sind Patienten mit schnell und hoch steigenden Thrombozytenzahlen in den ersten zwei Jahren nach Milzverlust am stärksten gefährdet.
Zur Vorbeugung einer Thrombose können gerinnungshemmende Mittel (Antikoagulation) verabreicht werden, wobei die Wirksamkeit dieser Vorbeugung nicht wissenschaftlich belegt ist. Als Komplikation der gerinnungshemmenden Therapie kann es zu vermehrten Blutungen kommen, was bei der Risiko-Nutzen-Abwägung beachtet werden muss. Meist werden zur Antikoagulation in den ersten Wochen bis Monaten niedermolekulare Heparine in vorbeugender Dosis eingesetzt, anschließend Acetylsalicylsäure.